# West Blocton (Alabama)
West Blocton é uma cidade  localizada no estado americano de Alabama, no Condado de Bibb.

## Demografia
Segundo o censo americano de 2000, a sua população era de 1372 habitantes.
Em 2006, foi estimada uma população de 1419, um aumento de 47 (3.4%).

## Geografia
De acordo com o United States Census Bureau, a localidade tem uma área de 12,3 km², dos quais 12,2 km² cobertos por terra e 0,1 km² cobertos por água.

## Localidades na vizinhança
O diagrama seguinte representa as localidades num raio de 24 km ao redor de West Blocton.